# Collier princesse

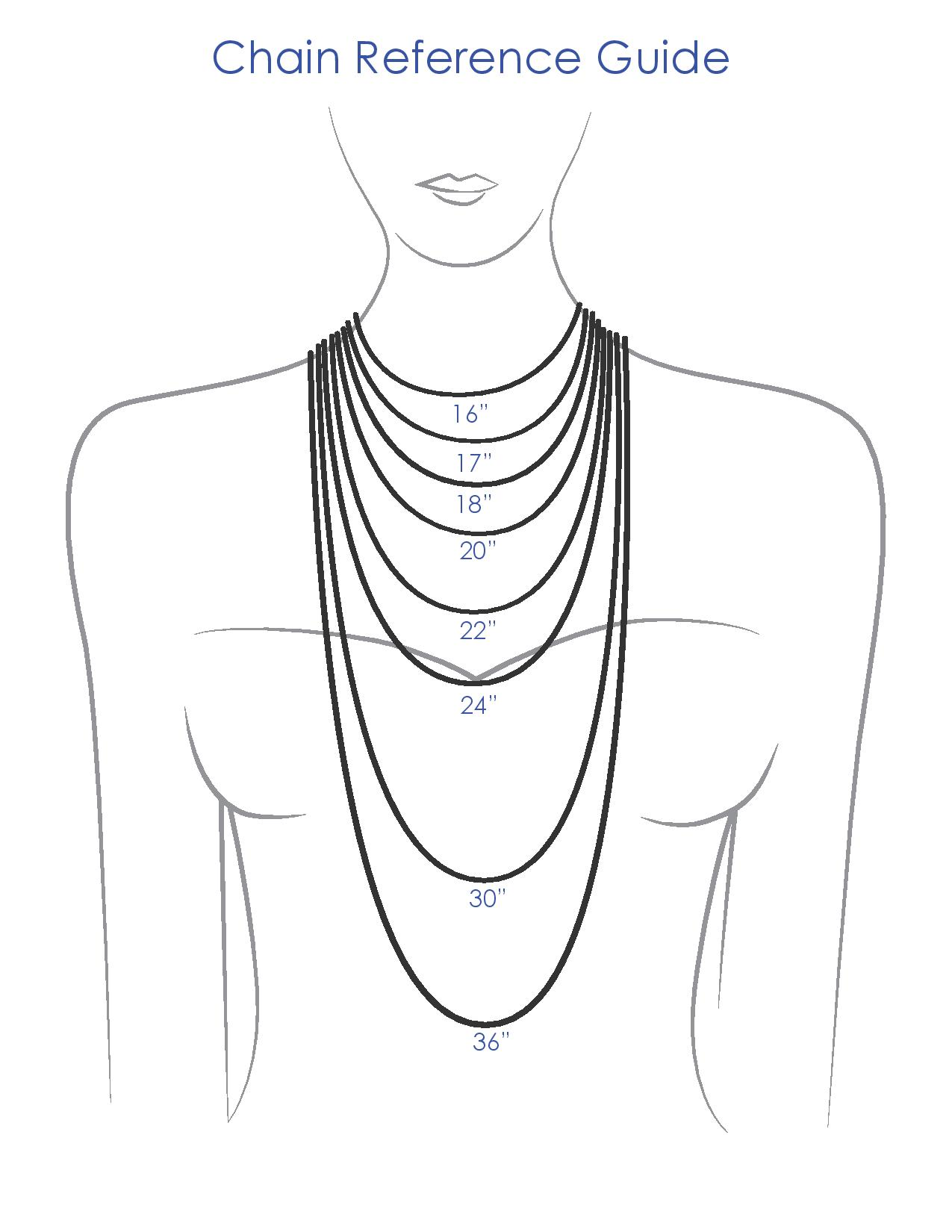
Illustration de différentes longueurs de collier. Le collier princesse correspond aux numéros 18 et 20.

Un collier princesse est un collier d'une longueur allant de 45 à 50 centimètres, qui descend sur le haut du buste.